# District de Dieppe
Le district de Dieppe est une ancienne division territoriale française du département de la Seine-Inférieure de 1790 à 1795.
Il était composé des cantons de Dieppe, Arques, Auffay, Bacqueville, Bourgdun, Criel, Englesqueville, Envermeu, Eu et Longueville.

## Galerie

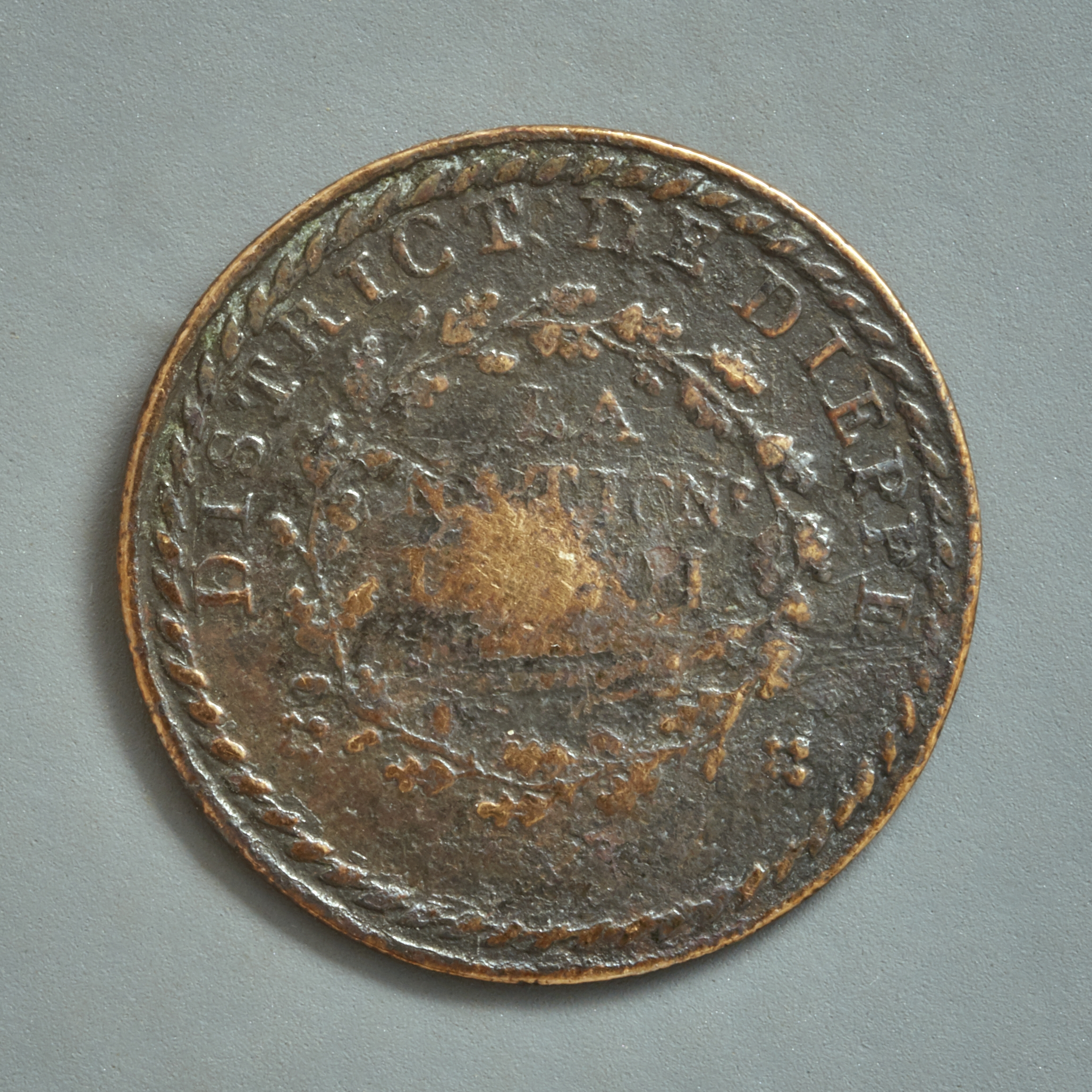
Bouton (musée Carnavalet)